# 教育困難校
教育困難校（きょういくこんなんこう）とは、生徒の授業態度や学力の低さ、非行や校内暴力などの問題行動が原因で教育活動が困難な状態にある学校のことを指す、1980年代に高等学校教育を中心に登場した用語である。課題集中校（かだいしゅうちゅうこう）と呼ばれることもある。教育困難校として問題になるのは高等学校（高校）が多いが、小・中学校などでも同様の問題が発生している。クラスや学年単位でこういう問題が発生する場合は「学級崩壊」と呼ばれる。

## 概要
教育社会学者の古賀正義によれば、「教育困難校」という語は、校内暴力やいじめなどの諸問題が日本の高校において多発するようになった1980年代、特に生徒と教師の間の関係の悪化により教育活動が困難な状態に陥った高校のことを指すものとして生まれた。概して学力偏差値の低い高校である場合が多いため、「底辺高校」という表現を避けてこの言葉が使われるようになった部分もあるという。
こうした高校が発生した要因は各種あると見られているが、高校進学率が急激に上昇するとともに、中学校の段階で業者テストや校内模試によって生徒の学力の精緻な序列化が図られ、偏差値ランクで下位に位置付けられた高校が就学目的が不明確なまま高校に進学する生徒の受け皿という役割を担うこととなり、学習や生活の指導の上で様々な問題を抱え込むこととなったと指摘されている。また、都市部においては、多くの公立高校が近隣に所在することも序列化の要因になっていると指摘される。
朝比奈なをによれば、教育困難校の問題の根本は、勉強する気はほとんどなく授業妨害を行う者、学び直しの意欲はあるがコミュニケーションに自信がない者、気力や生気が感じられず自己主張がなく意思疎通が困難な者が混在している点に原因があると主張している。また、片親家庭で育った者や低年齢出産で生まれた者などが多く、相対的貧困層の生徒が多い点も指摘している。

## 学力との関連
入学に必要な学力が他校と比べてかなり低い学校のことを底辺校（ていへんこう）と呼ぶことがある。朝比奈なをは「偏差値40台前半以下の普通科の高校が「教育困難校」に該当すると考える。商業高校や工業高校等の専門高校は、受験偏差値は高くないところが多いが、そこでは専門的技術や資格の取得というわかりやすい目標があり、授業1つとっても、「教育困難校」とはまったく違う風景が広がる学校がほとんどである」と述べている。

## 教員の対応
教育困難校における指導は、学校での教育全般において、生徒指導を中心に据えたものとなる。例えば授業においては、学力を向上させる前に「無断欠席・無断遅刻・抜け出しの防止」「静かに授業を受けさせる」など、教科教育に当たらない基礎的な取り組みも求められ、教員が意思統一すべきルールとして頻繁に検討される。
また、通学中のマナー指導、長期休暇中を含む学外での生徒の非行行為の事後対応、停学処分を受けたり無断欠席をする生徒やその保護者への家庭訪問など、授業以外の対応に多くの時間を割かれ、進学校や中堅校よりも、教員が過労や精神的要因で病気に陥りやすく、教員が教育困難校の環境に耐えられず中途退職する実態もある。
教員に対しては、入学から卒業までの長いスパンで指導する根気が求められるといった側面がある。教員による教育困難校への転勤希望が出されにくく、逆に教育困難校の教員の多くが転勤を希望する傾向があるとされ、教育困難校が、いわゆる指導力不足教員や不祥事を起こした教員の行き場所となるケース、教員の多くを正規採用ではない常勤・非常勤講師が占めるケースなど、人事面において、教育困難校以外の学校と違った対応も見られることがある。
教育困難校での勤務経験によって能力（生徒指導力など）を高め、将来、教育管理職（校長・教頭）となるケースも見られ、千葉県立姉崎高等学校のように、小中学校の基礎学習内容を授業に取り込むことで、教育困難の状況を克服した学校もある。

## 卒業後の進路
専門学科のみならず、かつては普通科においても就職が中心であった。そのため、進路指導においては就職指導のスタイルが基本となる。就職については、バブル景気崩壊以降の雇用縮小（就職氷河期）の影響により非常に狭き門となっていたが、地域によっては景気が回復してきたこともあり、2005年（平成17年）から2008年（平成20年）頃にかけては多少緩和されていたが、2008年（平成20年）秋のリーマン・ショック以降は求人が激減して、再び厳しい就職難の状況に陥っている。かつての慣行のように、学校と企業との「実績関係」に基づいて、学校推薦さえ得られれば内定を獲得できるという状況は現在では存在していないとの指摘もある。
就職先は大半が地元の中小企業であるが、派遣労働やフリーターなどの非正規雇用や、待遇や労働条件の劣悪なブラック企業への就職も増えている。職種では建設業（特に土木・とび工事）、介護関係・外食関係の求人が圧倒的に多く、高校生が望む事務や販売、製造、鉄道、資格や免許の所持が必須となる（主に電気・防災・無線通信、調理、経理事務など）職種は、創立から伝統のある専門高校からの応募に限られ、そこに割って入るほどの力のある生徒は教育困難校にはほとんどいないとも言われる。それは、企業規模別にみても、上場企業をはじめとする大企業には、伝統と実績のある専門高校や普通科でも中堅校以上からの応募に限られ、教育困難校の生徒は排除されているという点でも同様である。また、就職に役立つような資格やスキルもなしに、目的意識もなく未熟かつ曖昧な動機で就職をするケースがあり、職場や仕事、人間関係に対する不満や更にはリストラなどで1年以内に中途退職する者が多く、そのことも中卒および高卒者の求人縮小に拍車をかけている。最悪の場合、暴力団や似非右翼団体等のフロント企業に引っかかり、反社会的勢力に巻き込まれることも少なくない。
近年では少子化の影響で上級学校の難易度が緩和される傾向にある。そのため、大学（短期大学を含む）、専修学校の専門課程（専門学校）への推薦入試、AO入試による進学者が増えている。少子化の影響もあり、これまで条件が厳しく件数も限られていた「指定校推薦」の対象となる機会も増え、進学を希望する生徒の多くが2学期中に進学先を確保するケースが増えてきた。これは、普通科高校における進路指導では、1990年代後半以降の高卒者向け求人の激減やそれに伴う就職難もあり、経済的に余裕のある生徒に対しては進学を勧めているという側面もある。

## 文部科学省の対応
2001年（平成13年）に教員定数に関する諸法令が改正されたこと、また同年度をもって同和対策事業の終了があったことから、2002年（平成14年）4月に従前の同和加配などを統合して、不登校などの対策も含めた「児童生徒支援加配」が行われるようになった。ただし、従前の同和加配と同様の運用がされていることもあり、教育困難校対策にはなっていないともいえるようである。